# Lijst van Belgische deelnemers aan de Paralympische Zomerspelen 1988
Deze lijst van Belgische deelnemers aan de Paralympische Zomerspelen 1988 in Seoel geeft een overzicht van de sporters die zich hebben gekwalificeerd voor de Spelen.
| Paralympiër          | Sport               | Onderdeel | Ervaring   |
| -------------------- | ------------------- | --- | ---------- |
| Alex Hermans         | Atletiek            | Kogelstoten Klasse C6 | 3de Spelen |
| Ann-Gael de Saint    | Atletiek            | Discuswerpen Klasse C7 Kogelstoten Klasse C7 Speerwerpen Klasse C7                                                                   | Debutant   |
| Benny Govaerts       | Atletiek            | 800 m Klasse C7 Cross Country 5000 m Klasse C7 1500 m Klasse C7                                                                      | Debutant   |
| Chris de Craene      | Atletiek            | 800 m Klasse 4 200 m Klasse 4 400 m Klasse 4 5000 m Klasse 4 1500 m Klasse 4                                                         | 3de Spelen |
| Danny de Meersman    | Atletiek            | Hoogspringen Klasse B3 | 2de Spelen |
| Giovanni Desmit      | Atletiek            | 200 m Klasse C7 Verspringen Klasse C7                                                                                                | Debutant   |
| Jacky Pirson         | Atletiek            | Speerwerpen Klasse 2 | 2de Spelen |
| Marc de Vos          | Atletiek            | 100 m Klasse 3 | 3de Spelen |
| Marie-Line Pollet    | Atletiek            | Discuswerpen Klasse 4 100 m Klasse 4 200 m Klasse 4 Kogelstoten Klasse 4 Vijfkamp Klasse 4                                           | Debutant   |
| Nick Rondelez        | Atletiek CP-voetbal | 100 m Klasse C8 Verspringen Klasse C8 Heren                                                                                          | Debutant   |
| Paul Van Winkel      | Atletiek            | 800 m Klasse 3 400 m Klasse 3 200 m Klasse 3 5000 m Klasse 3 1500 m Klasse 3                                                         | 3de Spelen |
| Pieter Deprest       | Atletiek            | 800 m Klasse C8 | Debutant   |
| Remi van Ophem       | Atletiek            | 400 m Klasse 4 1500 m Klasse 4 Vijfkamp Klasse 4                                                                                     | 5de Spelen |
| Rudy de Meersman     | Atletiek            | Hoogspringen Klasse B3 Vijfkamp Klasse B3                                                                                            | 3de Spelen |
| Ugo Verstraete       | Bankdrukken         | tot 85 kg | Debutant   |
| Herbert Diman        | Bankdrukken         | tot 75 kg | Debutant   |
| Guy Grun             | Boogschieten        | Dubbele FITA Ronde Klasse 2-6 | 6de Spelen |
| Filip Bardoel        | Boogschieten        | Dubbele FITA Ronde Klasse 2-6 | 4de Spelen |
| Carmelo Scalisi      | Boogschieten        | Dubbele FITA Ronde Klasse open | 2de Spelen |
| Martine Lacomblez    | Boogschieten        | Dubbele FITA Ronde Klasse open | 2de Spelen |
| Pierre Delaunois     | Boogschieten        | Dubbele FITA Ronde Klasse open | 2de Spelen |
| Alfons Kuys          | Boogschieten        | Enkele FITA Ronde Klasse C7,C8 | 2de Spelen |
| Rik Himpe            | CP-voetbal          | Heren | 2de Spelen |
| Frank Keteleer       | CP-voetbal          | Heren | 2de Spelen |
| Marc Lorent          | CP-voetbal          | Heren | Debutant   |
| Dirk Musschoot       | CP-voetbal          | Heren | 2de Spelen |
| Geert Proot          | CP-voetbal          | Heren | 2de Spelen |
| John Wyns            | CP-voetbal          | Heren | 2de Spelen |
| Mario de Baene       | CP-voetbal          | Heren | 3de Spelen |
| Marcel van Meir      | CP-voetbal          | Heren | 2de Spelen |
| Hugo van Overmeire   | CP-voetbal          | Heren | 2de Spelen |
| Sonja Vettenburg     | Schietsport         | Luchtpistool, staand Klasse LSH2 | 2de Spelen |
| Cydie Dierckens      | Schietsport         | Luchtpistool, staand Klasse LSH2 | Debutant   |
| Mario Dorigo         | Schietsport         | Luchtgeweer, 2 posities Klasse met hulp 1A-1C Luchtgeweer, geknield Klasse met hulp 1A-1C Luchtgeweer, liggend Klasse met hulp 1A-1C | Debutant   |
| Alain Ledoux         | Tafeltennis         | Individueel Klasse 1B | Debutant   |
| Giovanni Bruttomesso | Tafeltennis         | Individueel Klasse 1C | Debutant   |
| Raphael Fernandez    | Tafeltennis         | Individueel Klasse 3 | Debutant   |
| Eric Hollander       | Tafeltennis         | Individueel Klasse C5 | Debutant   |
| Roby Cusseneers      | Tafeltennis         | Individueel Klasse C6 | 2de Spelen |
| Ingrid Borre         | Tafeltennis         | Individueel Klasse TT Open | 2de Spelen |
| Guy Culot            | Wielersport         | Tweewielers 1,500 m Klasse C5-6 Tweewielers 3,000 m Klasse C5-6                                                                      | Debutant   |
| Geert Couchez        | Wielersport         | Driewielers 1,500 m Klasse C5-6 Driewielers 3,000 m Klasse C5-6                                                                      | Debutant   |
| Claude van Coillie   | Wielersport         | 60 km Klasse LC3 | Debutant   |
| Carine van Puyvelde  | Zwemmen             | 50 m Schoolslag Klasse B2 100 m Schoolslag Klasse B2 200 m Schoolslag Klasse B2                                                      | Debutant   |
| Hans Pauwels         | Zwemmen             | 100 m Rugslag Klasse C8 200 m Vrije Slag Klasse C8 200 m Wisselslag Klasse C8 400 m Vrije slag Klasse C8 200 m Vrije slag Klasse C8  | 2de Spelen |